# Zapalnik uderzeniowy

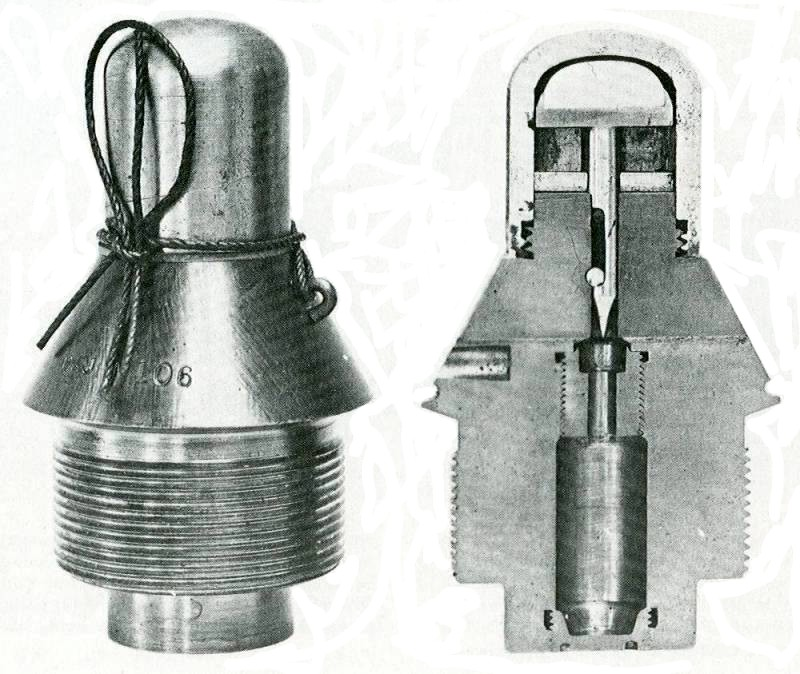
Brytyjski zapalnik uderzeniowy numer 106, używany w I wojnie światowej

Zapalnik uderzeniowy – urządzenie zapalające lub powodujące wybuch materiału wybuchowego natychmiast po uderzeniu w twardą powierzchnię (np. ścianę, pancerz, ziemię). 
Ten typ zapalnika stosowany jest najczęściej w pociskach artyleryjskich lub ręcznych wyrzutniach rakiet, rzadziej w granatach ręcznych. Zapalniki mogą być mechaniczne, elektryczne i chemiczne, a w zależności od czasu zadziałania: o działaniu natychmiastowym, bezwładnościowym, ze zwłoką oraz wielonastawowe. Ze względu na miejsce połączenia z pociskiem mamy głowicowe, denne i boczne.